# Andrena bicolor
Espèce
Statut de conservation UICN

LC : Préoccupation mineure
Andrena bicolor communément appelée Andrène bicolore est une espèce d'abeilles des sables de la famille des Andrenidae et commune sur l'Ouest de la zone paléarctique. Elle est signalée en Europe et jusqu'en Sibérie, dans le Nord de l'Afrique et au Moyen-Orient. 

## Taxonomie
Cette andrène est également connue sous les noms scientifiques suivants :
- Andrena aestiva Smith, 1849
- Andrena baleina Cockerell, 1929
- Andrena beuthini Schenck, 1876
- Andrena bicolor agraria Warncke, 1974
- Andrena bicolor apricaria Warncke, 1975
- Andrena consimilis Smith, 1849
- Andrena croatica Friese, 1887
- Andrena fervida Pérez, 1902
- Andrena fuscohirta Schenck, 1853
- Andrena gwynana testacea Dalla Torre, 1877
- Andrena heterodoxa Pérez, 1903
- Andrena laeviuscula Schenck, 1853
- Andrena lavendulae Pérez, 1902
- Andrena lucida Panzer, 1798
- Andrena marginalis Schenck, 1861
- Andrena nigrifrons Eversmann, 1852
- Andrena nigriventris Pérez, 1902
- Andrena nigrosterna Pérez, 1902
- Andrena oraniensis Lepeletier, 1841
- Andrena phaneromelas Cockerell, 1929
- Andrena proxima Smith, 1847
- Andrena violascens Thomson, 1870
- Apis ephippiata Schrank, 1802
- Apis fuliginosa Christ, 1791
- Apis icterica Christ, 1791
- Melitta gwynana Kirby, 1802
- Melitta picicornis Kirby, 1802
- Melitta pilosula Kirby, 1802

Elle possède un nom vernaculaire dans plusieurs langues européennes qui fait souvent référence à la physionomie des femelles : Tweekleurige zandbij (= abeille des sables bicolore) en néerlandais ou encore Zweifarbige Sandbiene (son équivalent allemand). En anglais, on l'appelle l'andrène de Gwynne (Gwynne's mining bee). À noter qu'en français, on trouve par ailleurs l'Andrène deux-couleurs (absente en Suisse et au Benelux) mais ce nom désigne une autre espèce (Andrena bicolorata Rossy, 1790).

## Description
L'Andrène bicolore est une abeille de petite ou moyenne taille, les mâles étant plus petits que les femelles. Ces dernières ont la partie supérieure du thorax couvert de poils bruns-roux, le front couvert de poils noirs et des bandes de poils jaunâtres sur la marge des trois premiers tergites de l'abdomen. La première génération peut présenter une pilosité importante sur les fémurs et de part et d'autre du thorax, contrairement à la seconde génération. Pour ce qui est des pattes postérieures, les tibias sont foncés et peuvent présenter une pilosité orange qui rappelle des jambières.  
Au printemps, les mâles arborent des poils noirs sur la tête et les flancs du thorax, mais par les couleurs vives des femelles. En été, ils ont des poils bruns sur la face, mais les côtés du thorax dépourvus de poils.

## Confusions possibles
L'Andrène de Clarck et l'andrène thoracique ressemblent à l'Andrène bicolore femelle : elles ont également une pilosité à deux couleurs.

## Distribution
Andrena bicolor est une espèce largement répandue en Europe. Son aire de répartition va de la Grande-Bretagne et l’Irlande à l'Ouest, jusqu'à la Russie et l'Asie centrale à l'Est et du sud de Fennoscandie au Nord, à la Méditerranée, y compris la Corse, les îles Baléares, la Sicile, la Crète et Chypre. On la trouve aussi en Turquie, en Israël et en Iran, mais  pas en Sardaigne.  Aux Pays-Bas, cette espèce est plus commune dans le Sud que dans le nord, mais elle semble se propager vers le Nord.

## Écologie et habitat
L'Andrène bicolore est une espèce ubiquiste que l'on trouve des prairies calcaires aux les bois clairs, dans les milieux sauvages, semi-naturels et cultivés. Elle évite les forêts denses et la haute altitude. Par endroit, elle fréquente les littorales, en particulier en Irlande et dans une partie de l'Écosse. Dans les Alpes, on la trouve jusqu'à 1 800 m d'altitude en Suisse et elle a été signalée jusqu'à 2 500 m en Autriche. Cette espèce est bivoltine avec une génération au printemps (mars à juin) et une génération en été (juin à août). La première génération est plus nombreuse que la seconde, en particulier en ce qui concerne les mâles.
Cette espèce est polylectique. On le sait grâce aux échantillons de pollen collectés sur des femelles. La génération de printemps fréquente une grande variété de végétaux à floraison précoce, depuis les plantes basses comme le tussilage, la pâquerette, les pissenlits, les renoncules, les jonquilles, les jacinthes (Hyacinthoides spp), jusqu'au buisson à floraison printanière, aubépines, saules… En Espagne, un narcisse, Narcissus longipathus, dépend essentiellement de cette espèce pour sa pollinisation. La seconde génération de femelles butinent essentiellement les campanules (Campanule à feuilles rondes et Campanule agglomérée), de même que la Bryone blanche (Bryonia alba) et les ronces (Rubus spp), les mauves,  les géraniums. En Ukraine, Andrena bicolor est considérée comme l'un des principaux pollinisateurs des vergers de cerisiers.
Les terriers creusés par les femelles peuvent mesurer plus d'un mètre de long. Ils peuvent être isolés ou en petites bourgades sur des sols nus, orientés au sud. En Allemagne, des nids ont été découverts en association avec ceux d'autres andrènes comme Andrena fulva et Andrena minutula.

## Parasitisme et pseudocopulation
L'Abeille coucou, Nomada fabriciana, est un cleptoparasite connu de cette espèce. La mouche Stylops gwynanae est un endoparasite observé sur l'adulte en Espagne et en Europe de l'Est.
Les mâles sont des pollinisateurs, par pseudocopulation, de certaines orchidées du genre Ophrys, dont Ophrys aranifera subsp. massiliensis et Ophrys fusca (l'Ophrys des lupercales),